# ジクロロシラン
ジクロロシラン (dichlorosilane) は、化学式H2SiCl2で表わされる化合物である。一般的には略称のDCSで呼ばれる。その主な用途では、LPCVDチャンバー内でアンモニア (NH3）と混合され、半導体処理で窒化ケイ素を成長させる。DCS・NH3の濃度が高い（つまり16：1）と、通常、応力の低い窒化物膜が得られる。

## 歴史
ジクロロシランは、1919年にモノシラン (SiH4) と塩化水素の気相反応によって最初に調製され、StockとSomieskiによって報告された。気相では、ジクロロシランが水蒸気と反応して、ガス状のモノマー（プロシロキサン、H2SiO）を生成することがわかった。プロシロキサンは液相で急速に重合し、気相ではゆっくりと重合する。その結果、液体および固体のポリシロキサン [H2SiO]nが得られる。真空蒸留によって集められた液体部分は、粘性になり、室温でゲル化する。H2SiCl2のベンゼン溶液を水と短時間接触させることにより加水分解を行い、分子量は [H2SiO]6の平均組成と一致するように決定された。分析と分子量の決定により、nは6から7の間であると決定された。さらに実験を進めると、時間の経過とともにnが増加することを確認した。水性加水分解物と長期間接触した後、ポリマー [HSi(OH)O]nが生成された。シリコーン産業が成長するまで、ジクロロシランの入手可能性は限られていた。 

## 反応と生成
ほとんどのジクロロシランは、トリクロロシランの生成を目的とする、塩化水素とケイ素の反応の副産物として生じる。
トリクロロシランの不均化が好ましい経路である。
2 SiHCl3  SiCl4 + SiH2Cl2

## 加水分解
StockとSomieskiは、H2SiCl2のベンゼン溶液を大過剰の水と短時間接触させることにより、加水分解に成功した。大規模な加水分解は、0 ℃のエーテル/アルカン混合溶媒システムで行われ、揮発性と不揮発性の[H2SiO]nの混合物が得られた。FischerとKiegsmannは、水供給源としてNiCl2・6H2Oを使用して、ヘキサン中のジクロロシランの加水分解を試みたが、この系は失敗した。しかし、彼らは、−10 ℃で希薄なEt2O/CCl4を使用して加水分解に成功した。ジクロロシランの加水分解を完了する目的は、濃縮された加水分解生成物を収集し、溶液を蒸留し、ジクロロメタン中の [H2SiO]nオリゴマーの溶液を回収することである。これらの方法を使用して、環状ポリシロキサンを得た。 
ジクロロシランを加水分解する別の目的は、線状ポリシロキサンを得ることであり、多くの異なる複雑な方法で行うことができる。ジエチルエーテル、ジクロロメタン、またはペンタン中でのジクロロシランの加水分解により、環状および線状のポリシロキサンが得られる。 

## 分解
SuとSchlegalは、G2レベルでの計算を使用して、遷移状態理論 (TST) を使用してジクロロシランの分解を研究した。WittbrodtとSchlegelはこれらの計算に取り組み、QCISD(T) 法を使用して改善した。この方法により、一次分解生成物はSiCl2およびSiClHであると決定された。

## 超精製
マイクロエレクトロニクスに使用される半導体エピタキシャルシリコン層の製造に使用するには、ジクロロシランを超精製して濃縮する必要がある。シリコン層の積層により、厚いエピタキシャル層が生成され、強固な構造が作成される。

## 使用の利点
ジクロロシランは、マイクロエレクトロニクスに見られる半導体シリコン層の出発材料として使用される。低温で分解し、シリコン結晶の成長速度が速いために使用される。

## 安全上の危険
ジクロロシランは化学的に活性な気体であり、空気中ですみやかに加水分解して自己発火する。また、非常に毒性が高く、化学物質の使用を伴う実験には予防措置を講じる必要がある。安全上の問題には、皮膚や目の炎症や吸入も含まれる。